# Your Game
Your Game – piosenka napisana przez Willa Younga, Blaira MacKichana i T. Onile-Ere, a wykonywana przez Willa Younga. Została wydana jako drugi singel pochodzący z albumu Friday’s Child. Utwór zajął trzecie miejsce na liście UK Singles Chart. Piosenka znalazła się także na trzecim albumie artysty, Keep On.
W 2005 roku piosenka wygrała nagrodę BRIT Award dla najlepszego brytyjskiego singla.

## Lista utworów

### CD1 (edycja limitowana)
1. „Your Game” (W. Young/B. MacKichan/T. Onile-Ere)
2. „Your Game” (wersja akustycza)

### CD2
1. „Your Game”
2. „Take Control” (W. Young/R. Stannard/J. Gallagher/S. Hale)
3. „Down” (W. Young/S. Morales/R. Shaw/D. Siegel/D. Warner)
4. „Your Game” (wideo)